# الحارث بن عتيك بن النعمان
الحارث بن عتيك بن النعمان (المتوفي سنة 13 هـ) صحابي من بني مبذول بن مالك بن النجار من الخزرج، شهد مع النبي محمد المشاهد كلها من بعد غزوة بدر، كما شهد الفتح الإسلامي لفارس، وقُتل في موقعة الجسر.